# Wanna Get Your Love
Wanna Get Your Love is een nummer van de Italiaanse zangeres Jenny B uit 1993.
"Wanna Get Your Love" werd enkel in Nederland een hit. Het bereikte de 13e positie in de Nederlandse Top 40. Later groeide het nummer uit tot een eurodanceklassieker, ook is het nog regelmatig terug te vinden op verzamelcd's in dat genre.
Op de B-kant van de single staat een 'club mix' die een grote twee minuten langer duurt.